# Fidelino Otelo Cardoso
Fidelino Otelo Cardoso (Sesimbra, 1885-1954) foi um sacerdote católico e compositor português.

## Biografia
Fidelino Otelo Cardoso nasceu em Sesimbra em 4 de Maio de 1885, de origens humildes: o pai, Francisco Pedro Cardoso, era pescador. Na sua actividade pastoral, o Padre Fidelino Otelo Cardoso esteve em freguesias do Alentejo, tais como Cabeção, e depois no Seixal, Arrentela, Amora (Seixal) e Paio Pires. Para o fim da sua vida, e devido a problemas de saúde, regressou à terra natal, tendo então desempenhado a função de Capelão da Misericórdia, vindo a falecer em 1954.
Foi ordenado padre em 1914, mas já antes disso revelara dotes musicais: em 15 de Junho de 1912 realizou-se em Sesimbra a Festa do Coração de Jesus, que foi “abrilhantada por uma magnífica orquestra, sob a regência do nosso amigo Otelo Cardoso, músico distintíssimo”, segundo noticiava o jornal República.
Pouco tempo depois da fundação da Sociedade Musical Sesimbrense (em Abril de 1914), ofereceu diversas partituras, algumas compostas expressamente para aquela colectividade, como é o caso da marcha fúnebre “À Memória dum Artista”, composta em 1915 e que, segundo autógrafo do autor, “foi escrita exclusivamente para ser tocada nos enterros Católicos dos filarmónicos pertencentes à Sociedade Filarmónica Sesimbrense”. Foi também o autor da música do hino dos Bombeiros Voluntários de Sesimbra.
Para além de compositor, o Padre Fidelino foi um inventor, desde sistemas inovadores para a pesca, até à “Tipografia Musical”, uma técnica para impressão de pautas de música, cuja patente registou em 1927, possivelmente a mesma que viria a utilizar na sua revista “A Lira de Portugal”, sob a designação de “sistema Nardi”.
A Sociedade Musical Sesimbrense possui a mais extensa colecção de partituras de composições da autoria de Fidelino Otelo Cardoso, onde se incluem marchas de rua e de procissão, passos-dobrados, canções, rapsódias, polcas, selecções de fados, uma sinfonia para Banda ("Isménia"), e ainda música para a peça de teatro “O Casamento do Filho do Vaqueiro”, cuja partitura foi oferecida à Sociedade Musical Sesimbrense por António Reis Marques. Entre estas partituras contam-se muitos exemplares da revista “A Lira de Portugal”. 
No Arquivo Municipal de Sesimbra existe também a partitura de um Te-Deum, integrado no Fundo Rafael Monteiro, composto por Fidelino Cardoso expressamente para uma homenagem ao Padre João Gomes Pólvora, em Janeiro de 1945 e que foi então executado na Igreja Matriz de Sesimbra, numa interpretação pela Escola de Santa Cecília, do Montijo. Voltaria a ser tocado em Setúbal, no dia 13 de Julho de 2014, na Catedral de Santa Maria da Graça, por ocasião do ordenamento sacerdotal do Padre sesimbrense Tiago André Ribeiro e Pinto.

## Publicações
Fidelino Otelo Cardoso publicou a revista de "músicas originais para piano", “A Lira Portuguesa”, de que saíram 12 números entre Janeiro de 1924 e Dezembro do mesmo ano. 
Em Outubro de 1926, o jornal O Sesimbrense, noticiou que Fidelino Otelo Cardoso publicaria em breve uma “revista de música para banda e para piano”, a qual seria impressa “numa das melhores litografias do Porto”. O jornal acrescentava ainda que a sede da redacção seria em Sesimbra, “por ser a sua terra natal e para a tornar conhecida”. Desconhece-se, no entanto, se esta publicação se chegou concretizar.
Entre 1940 e 1942, publicou uma outra revista de partituras musicais para Banda, da autoria do próprio, com o título: "A Lira de Portugal", de que se conhecem 28 edições.

## Obras compostas
- O Casamento do Filho do Vaqueiro (teatro musicado)
- Almoster (marcha)
- 15 de Novembro (passo-dobrado - 1915)
- A Partida do Regimento (passo-dobrado - 1915)
- À Memória dum Artista (marcha fúnebre - 1915)
- De Évora a Sesimbra  (passo-dobrado)
- Saudades de Sesimbra (passo-dobrado - 1915)
- Souvenir (passo-dobrado - 1915)
- The Gold Pen (passo-dobrado - 1915)
- Hino dos Bombeiros Voluntários de Sesimbra (1929)
- O Excursionista (marcha - Fevereiro de 1940)
- O Victorioso (marcha - Abril de 1940)
- Praia da Vitória (passo-dobrado - Outubro de 1941)
- Açores (passo-dobrado - Janeiro de 1942)
- Cabo Verde (passo-dobrado - Março de 1941)
- Lourenço Marques (passo-dobrado - Julho de 1942)
- Isménia (sinfonia - Agosto de 1942)
- Te Deum - homenagem ao Padre João Gomes Pólvora (1945)